# Кременица (Словения)
Вижте пояснителната страница за други значения на Кременица.
Кременица (на словенски: Kremenica) е село в Словения, регион Средна Словения, община Иг. Според Националната статистическа служба на Република Словения през 2015 г. селото има 53 жители.